# Słaba płeć?
Słaba płeć? – polska komedia z 2015 roku w reżyserii Krzysztofa Langa.
Pierwowzorem była powieść Katarzyny Grygi pt. „Suka”. Plenery: Warszawa.

## Fabuła
„Słoik” Zosia pracuje w warszawskiej korporacji. Jest atrakcyjna, wykształcona i ambitna. Pewnego dnia, oszukana przez szefa, traci pracę i reputację. Zaczyna nowe życie, ale postanawia się zemścić.

## Obsada[1]
- Olga Bołądź – Zosia Suczyńska
- Piotr Adamczyk – prezes Jimmie
- Piotr Głowacki – Ryszard, dyrektor generalny firmy audytorskiej G.A.C. Partners
- Katarzyna Figura – Halina, matka Zosi
- Marcin Korcz – stolarz Janek Biały, właściciel „Kliniki Mebli”
- Marieta Żukowska – Marianna Kula, przyjaciółka Zosi
- Marek Bukowski – właściciel restauracji, kochanek Zosi
- Marian Dziędziel – Adam, właściciel restauracji „Szklarnia”
- Zofia Zborowska – Agata, córka Adama
- Janusz Chabior – weterynarz
- Magdalena Kumorek – niepełnosprawna sekretarka Magda „Szprycha”
- Ewa Gawryluk – sekretarka
- Robert Gonera – „wampir”
- Mirosław Zbrojewicz – taksówkarz

## Odbiór
Film dostał nagrodę publiczności w 2016 roku na Festiwalu Filmów Polskich „Wisła” w Moskwie. Popularność komedii między pierwszym a drugim weekendem emisji w Polsce mierzona liczbą biletów wzrosła o 156%. We współczesnej historii, tj. po 1989 roku, był to największy w Polsce wzrost oglądalności. W weekend obejmujący walentynki 2016 roku, obejrzało ją prawie 525 000 osób, czym film pobił rekord oglądalności w drugi weekend emisji. W polskim zestawieniu box office „Planeta singli” wówczas prowadziła. Film zdobył popularność m.in. w Słowenii, wygrywając w premierowy weekend w zestawieniu box office. Film jako jeden z szesnastu uzyskał nominację do nagrody Złote Lwy 41. Festiwalu Filmowego w Gdyni w kategorii głównej.